# Ius cogens
Імперативна норма (Jus cogens) — це спеціальне поняття міжнародного права, що позначає імперативну норму міжнародного права, диспозиція якої виражена в категоричній формі. 

## Передумови виникнення
Прототип імперативних положень міжнародного права зароджується в V-ІІІ тисячолітті до н. е. Норми jus cogens формувалися в міжплемінних, міжродових відносинах за умов різниці у звичаях, звичках, правосвідомості, релігійних віруваннях. Ці норми за своєю природою є ключові, основоположні, однаково обов’язкові для дотримання усіма і виникають з метою врегулювання відносин між різними утвореннями. 
Визнання необхідності таких норм походить з усвідомлення міжнародних відносин і права первісними утвореннями, визнання своїх контрагентів на міжнародній арені.
З метою ефективного врегулювання міжнародних відносин встановлюються певні вимоги щодо імперативних норм. Норми jus cogens мають: втілювати спільні уявлення народів про міжнародне співжиття; міститись у прийнятній та зрозумілій для усіх формі; бути загальновизнаними, мати реальний механізм дотримання.

## Характеристика
У Віденській конвенції про право міжнародних договорів 1969 р., було встановлено, що норма jus cogens є імперативною нормою загального міжнародного права, яка приймається і визнається міжнародною спільнотою держав у цілому як норма, відхилення від якої недопустиме і яка може бути змінена лише наступною нормою загального міжнародного права, що носила б такий самий характер (ст. 53)
Статус імперативних норм означає неможливість їх зміни або скасування суб’єктами права та загальне зобов’язання дотримуватись їх диспозиції. 
Більшість імперативних норм міжнародного права установлюють зобов’язання щодо усієї спільноти держав (erga omnes – зобов’язання перед усіма).
Згідно зі звітом Робочої групи з питань «Фрагментації міжнародного права» Комісії з міжнародного права ООН концепція jus cogens є передусім інструментом розв’язання конфліктів між різними нормами міжнародного права. У документі зазначається, що імперативні норми обумовлюють таке: 
- якщо угода цілком або її окреме положення суперечить імперативній нормі міжнародного права, то угода або положення, якщо воно може бути виокремлено з тексту угоди, мають вважатись недійсними;
- якщо норма міжнародного звичаєвого права або резолюція міжнародної організації суперечить правилу jus cogens, то така норма або резолюція мають вважатись недійсними;
- якщо імперативній нормі міжнародного права суперечить будь-яка спеціальна норма міжнародного права, перша має пріоритетний характер.

У звіті встановлено, що уряду або державі може бути відмовлено у легітимному визнанні, якщо було порушено норму jus cogens, наприклад, якщо держава застосувала силу до іншої держави всупереч положень Статуту ООН; або відмовлено в екстрадиції до держави, яка підозрюється у нелюдському поводженні або переслідуванні.
На відміну від інших міжнародно-правових норм, норми jus cogens мають більшу юридичну силу, довший процес створення і всі знову прийняті міжнародні норми повинні їм відповідати. Порівняно з більшістю міжнародно-правових норм, які мають зазвичай два етапи створення, імперативні норми створюються в три етапи:  
1. узгодження волі суб'єктів міжнародного права відносно правил поведінки;
2. узгодження волі суб'єктів щодо надання даному правилу поведінки вищої юридичної сили в даній правовій системі ;
3. надання суб'єктами міжнародного права згоди на юридичну обов'язковість узгодженого правила поведінки.[4]